# Józef Sigalin

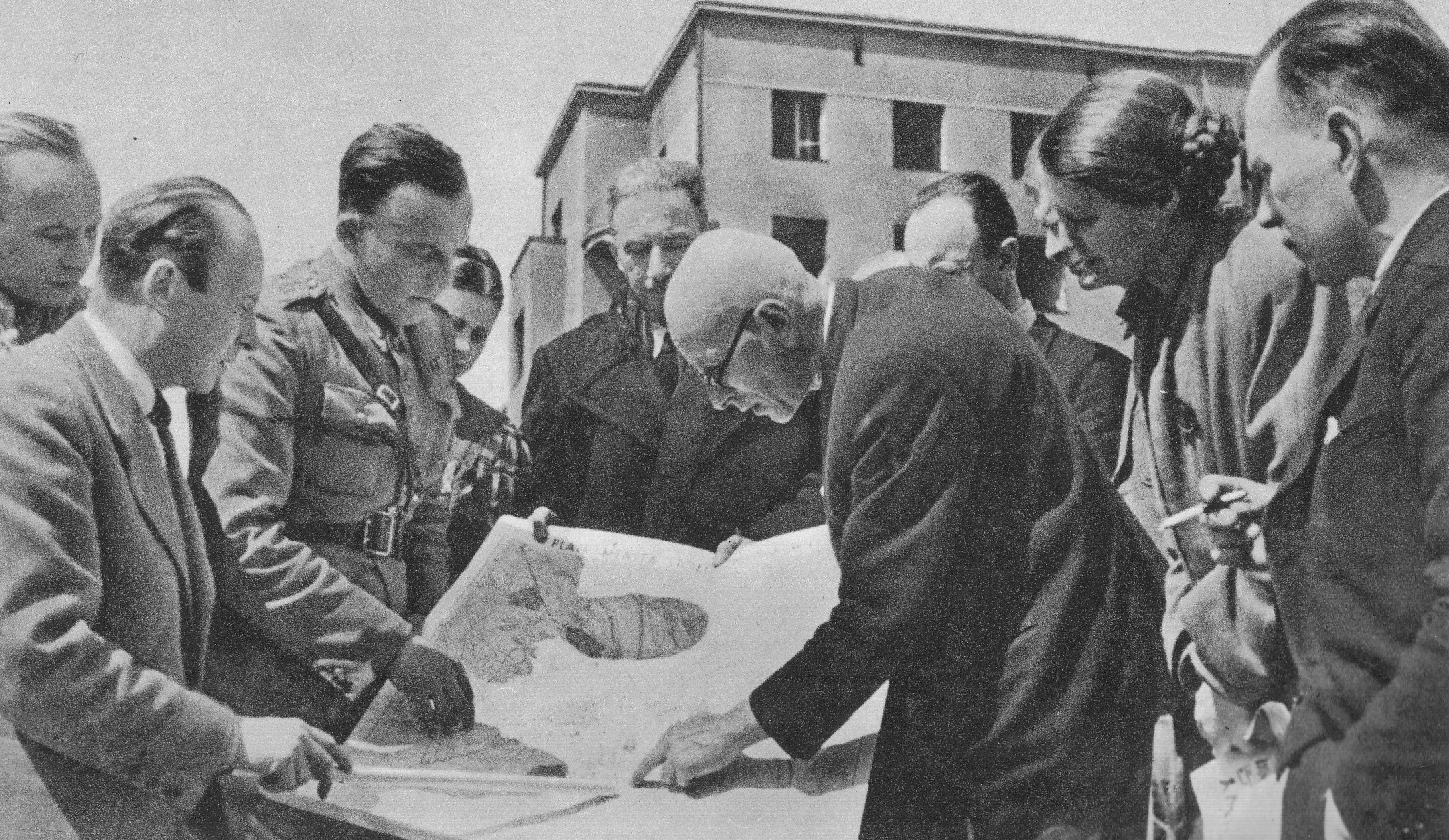
Józef Sigalin (drugi z lewej) ze współpracownikami z Biura Odbudowy Stolicy (1945)

Józef Sigalin (ur. 6 listopada 1909 w Warszawie, zm. 25 grudnia 1983 tamże) – polski architekt i urbanista.

## Życiorys
Wywodził się z rodziny warszawskich fabrykantów pochodzenia żydowskiego, producentów popularnych przed II wojną światową kefirów. Rodzinne przedsiębiorstwo zainicjowała jego babka Klaudia Sigalina, która założyła sieć pijalni kefiru. Syn Michała (żydowskie imię Michael, 1872–1938) i Rozalii (żydowskie imię Rojza, z Kurlandskich, 1877–1943). Miał pięcioro starszego rodzeństwa: Jakuba Aarona, posługującego się imieniem Roman, Grzegorza, Annę po mężu Sztern (1904–1943), Aleksandra i Eugenię (1908–1995), farmaceutkę. 
Podobnie jak bracia Grzegorz i Roman podjął studia architektoniczne, a także prawnicze, jednak nie ukończył ich przed wybuchem II wojny światowej. Obaj jego bracia zginęli z rąk sowieckich; Grzegorz padł w Moskwie ofiarą czystek stalinowskich, a Roman został zamordowany w Charkowie w ramach zbrodni katyńskiej, zaś matkę i siostrę Annę zamordowali w 1943 Niemcy w obozie zagłady w Treblince. 
W młodości działał w lewicowych organizacjach młodzieżowych i w Komunistycznej Partii Polski.
Okres wojny spędził w ZSRR jako naczelnik wydziałów budowlanych kopalni w Krzemieńcu i fabryki jedwabiu w Leninabadzie. Następnie wstąpił do Armii Czerwonej i służył w Iranie. Przystąpił do Związku Patriotów Polskich. Po rekonstrukcji Wojska Polskiego w ZSRR służył w dywizji kościuszkowskiej, gdzie był oficerem sztabowym. W sierpniu 1944 roku dołączył w Lublinie do tworzącej się polskiej administracji. Rozpoczął pracę w Dziale Odbudowy w resorcie gospodarki narodowej i finansów przy PKWN. W listopadzie 1944 roku zorganizował w Lublinie I Zebranie Architektów Wyzwolonych Ziem Polski, na którym reaktywowano Stowarzyszenie Architektów Rzeczypospolitej Polskiej. Do Warszawy powrócił w 1945 w stopniu majora. W 1946 ukończył studia architektoniczne i obronił dyplom u prof. Jana Zachwatowicza.
W swoich wspomnieniach zapisał, że odnalazł w zrujnowanej Warszawie figurę Zygmunta III z pomnika tego władcy.
Był jednym z założycieli Biura Planowania i Odbudowy PKWN i Biura Odbudowy Stolicy (1945), współtworzył Plan Generalny Warszawy w latach 1951−1953. W latach 1951–1956 był pierwszym naczelnym architektem Warszawy, w latach 1945−1946 nadzorował budowę mostu Poniatowskiego, w latach 1947−1949 (razem z Janem Knothem i Zygmuntem Stępińskim) realizował budowę Trasy W-Z, w latach 1950–1955 Marszałkowskiej Dzielnicy Mieszkaniowej (MDM), a w latach 1952−1955 był formalnie, z polecenia prezydenta Bolesława Bieruta, pełnomocnikiem ds. budowy Pałacu Kultury i Nauki (w rzeczywistości budowę PKiN nadzorował Henryk Janczewski). W następnych latach (do 1974) nadzorował budowy trasy Starzyńskiego, Wybrzeża Szczecińskiego i Helskiego, obwodnicy śródmiejskiej od Okopowej do Towarowej, ul. Waryńskiego i Trasy Łazienkowskiej.
Był autorem projektów architektonicznych ukształtowania placów Zamkowego, Konstytucji, Defilad i Zawiszy. Współtworzył osiedle Mariensztat, parki Traugutta i Agrykola, tereny zieleni wokół Pałacu Kultury i Nauki, w rejonie Wisły oraz Świdra.
Zmarł w Warszawie, pochowany na cmentarzu Wojskowym na Powązkach (kwatera D12-1-1).

## Życie prywatne
Ożenił się i miał córkę; następnie związał się z Krystyną Kozłowską, która urodziła jego drugą córkę, Weronikę Naszarkowską-Multanowską (ur. 1954).

## Publikacje
- Nad Wisłą wstaje warszawski dzień (z J. Knothe), Iskry, Warszawa 1963.
- Trasa. O projektowaniu i budowaniu Trasy Mostowej Łazienkowskiej w Warszawie, Krajowa Agencja Wydawnicza RSW „Prasa-Książka-Ruch”, Warszawa 1976.
- Warszawa 1944–1980. Z archiwum architekta (3 tomy), Państwowy Instytut Wydawniczy, Warszawa 1986, ISBN 83-06-01187-2.

## Ordery i odznaczenia
- Order Sztandaru Pracy I klasy (22 lipca 1949)[20]
- Krzyż Komandorski Orderu Odrodzenia Polski (22 lipca 1952)[21]
- Krzyż Oficerski Orderu Odrodzenia Polski (16 lipca 1946)[22]
- Medal za Warszawę 1939–1945 (17 stycznia 1946)[23]
- Złota odznaka honorowa „Za Zasługi dla Warszawy” (1960)[24]

## Nagrody
- Państwowa Nagroda Artystyczna I stopnia w dziale architektury (zespołowa) za prace nad Trasą W-Z i Mariensztatem (29 lipca 1950)[25]
- Nagroda Państwowa I stopnia (zespołowa) za projekt i realizację pierwszego zespołu centrum Warszawy – M.D.M. (1952)[26]

## Upamiętnienie
W 2018 r. nakładem wydawnictwa Czarne ukazała się biografia Józefa Sigalina autorstwa Andrzeja Skalimowskiego pt. Sigalin. Towarzysz odbudowy.